# Slovenska Bistrica
Slovenska Bistrica es una localidad eslovena, capital del municipio homónimo.
La ciudad de Slovenska Bistrica fue fundada en el siglo XIII, en una encrucijada entre Maribor y Celje. Primero fue un pueblo, con la iglesia y una pequeña cantidad de habitantes pero Slovenska Bistrica pronto adquirió los derechos para albergar un mercado en 1313. Al principio, la ciudad fue llamada solamente Bistrica, y el nombre conocido como Slovenska Bistrica se mencionó por primera vez en 1565. Durante el reinado de los Habsburgo Slovenska Bistrica fue también llamada Windisch-Feistritz (alemán). Slovenska Bistrica es hoy una ciudad con alrededor de 7000 habitantes y su número crece constantemente. La ciudad ofrece muchas posibilidades de vistas interesantes, como el castillo, dos iglesias, el camino romano, la fortaleza de Ančnikovo gradišče (a partir de las épocas romanas) y más.
Es mencionado por primera vez en el año 1311. Junto con el parque es un ejemplo extraordinario de la época del Barroco. Está situado en el noroeste de la parte medieval de la ciudad. Creció a partir de unos de edificios que estaban al lado de una de las torres; parte por parte fue adoptando la imagen de una corte renacentista. En el siglo XVII fue reconstruido, después renovado varias veces. Tiene un plano trapecial con torres en las esquinas; está protegido protege un foso. Al lado del castillo hay un parque con árboles exóticos y una avenida de ????.
Los últimos conocidos propietarios del castillo fueron los Attemsi, que renovaron el interior drásticamente después del año 1717.